# Gregory Verpoorten
Gregory Verpoorten (Leuven, 2 augustus 1979) is een Belgisch voormalig sportbestuurder.

## Levensloop
Verpoorten liep school aan het Sint-Lievenscollege. Vervolgens behaalde hij master in de rechten aan de Universiteit Antwerpen, alwaar hij afstudeerde in 2005. Van beroep is hij actief bij Deloitte.
Hij was aangesloten bij Badmintonclub De Nekker. Later werd hij actief als coach bij de Vlaamse Badminton Liga (VBL). In juni 2006 werd Verpoorten verkozen tot voorzitter van de Koninklijke Belgische Badminton Federatie (KBBF). Een functie die hij uitoefende tot 2010. Hij werd in deze hoedanigheid opgevolgd door zijn vader Edgard. In 2009 werd hij aangesteld als vice-voorzitter van de Badminton World Federation (BWF) en in april 2014 (tijdens de jaarlijkse algemene vergadering te Dublin) volgde hij de Portugese waarnemende voorzitter João Matos op aan het hoofd van Badminton Europe. Hij bekleedde deze functie tot 2019. Zelf werd hij in deze hoedanigheid opgevolgd door de Slovaak Peter Tarcala.